# میرزا مهدی
میرزا مهدی یک نام کوچک است. افراد شاخص با این نام از این قرارند:
- میرزا مهدی آشتیانی
- میرزا مهدی استرآبادی
- میرزا مهدی اصفهانی
- میرزا مهدی خان‌شقاقی
- میرزا مهدی ناجی